# グレース・マーヤ
グレース・マーヤ（Grace Mahya）は、日本出身の女性ジャズ・ピアニスト、歌手。

## 経歴
3歳からクラシック・ピアノ、ヴァイオリン、バレエを習いはじめ、4歳で初めてのピアノ・コンクール入賞。9歳で夏期留学したパリではピアニスト、ルセット・デカーブに師事。日本語、英語、ドイツ語、フランス語に堪能で、1997年にはドイツに留学。トップの成績で入学したドイツのフライブルグ国立音楽大学ピアノ部門卒業後、2001年、大学院に進学して音楽研究の研鑽を積む傍ら、コンサート活動を続ける。
2003年の帰国後は、ジャズ＆ブルースをルーツにする実力派ピアニスト兼シンガーとしてライヴ活動を国内でスタート。愛くるしいキュートなルックスと持ち前の親しみやすいキャラクターで、忽ち人気者となる。また、低音の魅力を発揮したセクシー・ハスキー・ヴォイスは多くのファンを魅了している。
2006年10月に発売されたファースト・アルバム『The Look of Love』では、現在のジャズ・フュージョン・シーンをリードする若手ミュージシャンを起用し、「キャラヴァン」や「マイ・フェイヴァリット・シングス」などのスタンダード・ソングから「マイ・ウェイ」、「リボン・イン・ザ・スカイ」などのポップス曲まで幅広く歌い上げた。時代に捉われない新しい感覚がグレース・マーヤを印象付ける衝撃的なデビュー作となった。
2007年2月には老舗ジャズ・スポット「DUG」での最後を飾るライヴを収録したジャズ史に残るライヴ・アルバム『Last Live at DUG』を発売すると、早くも次作の制作に取り掛かり同年10月には、3枚目のアルバム『Just the Two of Us』を発表。アレンジャーにはポップス・シーンで数多くの有名アーティストを送り出してきた笹路正徳等を起用。待望のオリジナル楽曲を2曲収録し、ジャズ、ポップス、ソウルミュージック、ラテン音楽と幅広いジャンルのヒット・ナンバーをヴォーカル・スタイルに徹して挑戦した意欲作となった。また、FM放送でのバイリンガル・パーソナリティが好評を得て、その隠された才能が開花した。
2008年7月には4枚目のアルバム『The Girl from Ipanema』を発売し、ボサノヴァの新女王誕生とささやかれるような反響を得る。
2011年12月7日には彼女のデビュー5周年と共に5枚目のアルバム『ポインシアナ』を発売し、ドラムレスの癒しアルバム、ジャズの名曲の数々を暖かく、そして新しい風が吹くアレンジに仕上げられ、注目の一枚になっている。
2013年5月15日に6枚目のアルバム『Close To You』がDaiki Musicaから発売。今回も彼女のプロデュースで二作目となる。メンバーはPoincianaのアルバムのメンバーにドラムが入り、豪華な仕上がりとなった。
2015年1月7日に7枚目のアルバム『Season Songs』, キングレコードのハイレゾルーションでの録音をCDとして発売。
2016年7月6日に8枚目のアルバム『Love songs for you』 , King Recordのハイレゾルーションでの録音をCDとして発売。
2023年春、9枚目として2021年にコットンクラブでの15周年ライブ映像をブルーレイとCDアルバムで発表。
現在は全国各地でのライヴ・スポットを中心に益々意欲的な音楽活動を続けている。YouTube グレースマーヤチャンネルではリビングからの演奏を中心に配信している。

## エピソード
・中学生時代、ビリヤードに熱中し、日曜日以外は毎日通っていた。
・大学院進学までクラシックを専攻していたが、日本に一時帰国した際、飛び込んだバーで「ジャズはできるか？」と問われ、未経験であったにもかかわらず「何でも演奏して歌えます！」と答え仕事をもらう。これをきっかけにジャズシンガーとしてのキャリアが始まった。

## ディスコグラフィ
- 2006年 The Look of Love/ザ・ルック・オブ・ラヴ
- 2007年 Last Live at DUG/ラスト・ライヴ・アット・ダグ
- 2007年 Just The Two Of Us/ジャスト・ザ・トゥー・オブ・アス
- 2008年 The Girl from Ipanema/イパネマの娘
- 2011年 Poinciana/ポインシアナ
- 2013年 Close To You/クロース・トゥ・ユー
- 2015年 Season Songs/シーズン・ソングス
- 2016年 Love songs for you/ラヴ・ソングス・フォー・ユー
- 2023年 15th Anniversary Live at Cotton Club/15th アニバーサリー・ライヴ・アット・コットンクラブ

## 主な公演
- 2021年10月8日 15周年記念ライヴ/コットンクラブ

## 出演
ラジオ
- 2007年-2008年 OLYMPUS JAZZ ON(パーソナリティ)/TOKYO FM・FM大阪